# Amymóné
Amymóné (latinsky Amymone) je v řecké mytologii dcerou
Danaa, krále v Libyi a v Argu, praotce kmene Danaů (Danajců).
Danaos měl padesát dcer, Danaoven. Všechny se svým otcem prchaly do Řecka, protože jejich strýc Aigyptos je chtěl provdat za svých padesát synů.
Báje vypráví, že když přistáli v Argu, poslal Danaos své dcery pro vodu, aby mohli obětovat bohům. Amymóné chtěla zabít jelena, minula a zasáhla Satyra, který ji napadl a obtěžoval. Dívka volala o pomoc a přispěchal sám bůh moří Poseidón, vrhl po Satyrovi trojzubec a zabil ho.
Když potom dovolil, aby dívka trojzubec vytáhla ze země, vytryskl na tom místě silný pramen vody, který byl nazván jejím jménem.
Poseidón získal lásku Amymóné, vzal si ji za manželku a zplodili spolu syna Nauplia, který později založil slavné přístavní město stejného jména.